# August Claas
August Claas (* 15. Dezember 1887 in Clarholz; † 12. April 1982 in Harsewinkel) war ein deutscher Unternehmer und Mitbegründer des Landmaschinenkonzerns Claas.

## Leben
August Claas wurde als zweiter Sohn von Franz Claas und Maria Prövestmann aus Harsewinkel geboren. Ab dem 8. April 1913 betrieb er in Clarholz-Heerde ein eigenes Fabrikunternehmen. Am 12. Januar 1914 gründete er, zusammen mit seinem Bruder Franz, die Firma Claas. 1921 meldete August Claas einen Knoter für Strohbinder als erstes Patent seines Unternehmens an, der die Grundlage für die Entwicklung zum Weltunternehmen wurde. Am 16. Juli 1926 wurde sein Sohn Helmut Claas geboren.

## Auszeichnungen
August Claas wurde am 15. Dezember 1952 – seinem 65. Geburtstag – mit dem Bundesverdienstkreuz I. Klasse und der Ehrenbürgerschaft Harsewinkels ausgezeichnet. Am 8. März 1955 wurde er zum Dr.-Ing. E. h. der Fakultät für Maschinenwesen der Technischen Hochschule Carolo Wilhelmina zu Braunschweig promoviert. Das Große Verdienstkreuz bekam er am 14. Dezember 1957 verliehen. Gleichzeitig wurde die Neustraße in Harsewinkel in August-Claas-Straße umbenannt. Am 15. Dezember 1962 überbrachte der Landwirtschaftsminister Gustav Niermann im Auftrage des Bundespräsidenten den Stern des Großen Verdienstkreuzes des Verdienstordens der Bundesrepublik Deutschland. Den Ehrenring der Stadt Harsewinkel bekam August Claas am 17. Dezember 1977 verliehen.
Im Jahr 2008 wurde Claas Namensgeber der August-Claas-Schule in Harsewinkel.